# Ophiogastrella gonzalezi
Ophiogastrella gonzalezi là một loài tò vò trong họ Ichneumonidae.